# Fuego (película de 2014)
Fuego es una película española del año 2014, dirigida por Luis Marías y protagonizada por José Coronado.

## Reparto
- José Coronado: Carlos
- Aída Folch: Alba
- Leyre Berrocal: Oihana
- Gorka Zufiaurre: Aritz
- Montse Mostaza: Marina
- Jaime Adalid: Mariusz

- Datos: Q18709341